# Honda Zero
Honda Zero или Honda 0 — серия электромобилей японской компании Honda, производство которых намечено на 2025 год.

## Описание
Автомобили Honda Zero дебютировали в 2024 году на выставке Consumer Electronics Show. В модельный ряд входят седаны и SUV. Модели позиционируются как подчёркивающие аэродинамику по сравнению с другими тенденциями к более толстым и тяжёлым конструкциям автомобилей.
На выставке CES 2025 демонстрировались прототипы обоих концептуальных электромобилей, продажи которых, как ожидается, начнутся в 2026 году на североамериканском рынке. Первой моделью станет SUV Honda 0. Сборка организована в Огайо.
Ожидается, что автомобили Honda Zero будут оснащены системой SAE 3 уровня и новой операционной системой, названной в честь ASIMO.

## Модельный ряд
- Honda 0 Saloon
- Honda 0 SUV